# Maurice de Saxe-Zeitz
Maurice de Saxe-Zeitz, né à Dresde le 28 mars 1619 et mort à Zeitz le 4 décembre 1681, est un prince de la branche albertine de la maison de Wettin.
À la mort de l'électeur Jean-Georges Ier de Saxe, en 1656, son héritage est divisé entre ses quatre fils. Maurice, le dernier, reçoit le nouveau duché de Saxe-Zeitz. La lignée de Saxe-Zeitz s'éteint en 1718.

## Famille
Fils de l'électeur Jean-Georges Ier de Saxe et de Madeleine-Sibylle de Prusse, Maurice de Saxe-Zeitz épouse en 1650 Sophie Hedwige de Holstein-Gottorp-Glücksburg (1630-1652), fille du duc Philippe de Schleswig-Holstein-Sonderbourg-Glücksbourg. Deux enfants sont nés de cette union :
- Jean (1651-1652) ;
- Maurice (1652-1653).

Veuf en 1652, Maurice épouse en 1656 Dorothée-Marie de Saxe-Weimar, fille du duc Guillaume de Saxe-Weimar. Dix enfants sont nés de cette seconde union :
- Éléonore (1658-1661) ;
- Wilhelmine (1659-1659) ;
- Erdmuthe de Saxe-Zeitz (1661-1720), épouse en 1679 le duc Christian II de Saxe-Mersebourg ;
- Maurice-Guillaume (1664-1718), duc de Saxe-Zeitz ;
- Jean (1665-1666) ;
- Christian (1666-1725), cardinal ;
- Frédéric-Henri de Saxe-Pegau-Neustadt (1668-1713), duc de Saxe-Pegau-Neustadt, épouse en 1699 Sophie-Angélique de Wurtemberg-Oels, veuf en 1700, épouse en 1702 Anne de Schleswig-Holstein-Sonderburg-Wiesenbourg (postérité) ;
- Sophie (1670-1671) ;
- Madeleine (1672-1672) ;
- Wilhelmine (1675-1675).

De nouveau veuf en 1675, Maurice épouse en 1676 Sophie Élisabeth de Schleswig-Holstein-Sonderbourg-Wiesenbourg, fille de Philippe-Louis de Schleswig-Holstein-Sonderbourg-Wiesenbourg. Ils n'ont pas d'enfant.